# Sillweg (Gemeinde Fohnsdorf)
Sillweg ist eine Ortschaft der Gemeinde Fohnsdorf, die in der Katastralgemeinde Sillweg liegt. Sie liegt im politischen Bezirk Murtal sowie im Gerichtsbezirk Judenburg in der Obersteiermark und befindet sich im Aichfeld.

## Geschichte
Erstmals wurde der Ort 1162 als „Silwic“ erwähnt. Der Name geht auf einen altslawischen Personennamen – etwa *Žilъ zurück – und entstand im Rahmen der frühmittelalterlichen Besiedlung durch die Alpenslawen (6./7. Jh.). Die Filialkirche St. Georg zu Sillweg wurde 1474 erstmals genannt.
1793 wurde beim zweizeiligen Bachuferdorf mit dem Kohlenbergbau begonnen und 1809 errichtete Franz Edler von Salaba eine Südhütte für Alaun, die aber zwanzig Jahre später geschlossen wurde. Nach 1850 arbeiteten bis zu 130 Beschäftigte in der Bergbauen der Industriellen Hugo Henckel von Donnersmarck und Carl Mayr. Dabei wurde die alte Kirche St. Georg so unterminiert, dass sie 1857 demoliert werden musste. Die Sillweger finanzierten den 1861 vollendeten Neubau an der Ostseite des Ortes selbst.
Da die Kohle minderwertig und das Flöz mager war, wurde der Bergbau 1888 stillgelegt. Die Kohle war zuletzt für das Brennen von Ziegeln verwendet worden (östlich des Ortes war ein Ziegelschlag entstanden und im Südwesten ein Ziegelofen errichtet worden). Durch den Bergbau stieg die Bevölkerung des Ortes von 212 (1812) auf 903 (1900). Im 20. Jahrhundert sank dann die Einwohnerzahl kontinuierlich auf 320 (2011). Die Errichtung von einigen neuen Wohnbauten stoppte diese Entwicklung.
Das Dorf hat noch einen bäuerlichen Kern, ist ansonsten aber ein reiner Wohnort.

## Geographie

### Geographische Lage
Sillweg liegt am Nordrand des Aichfelds, einem Becken im obersteirischen Murtal in der Gemeinde Fohnsdorf, östlich des Hauptorts Fohnsdorf.

### Nachbarorte
| Fohnsdorf | Fohnsdorf                                   | Rattenberg |
| Fohnsdorf | Kompassrose, die auf Nachbargemeinden zeigt | Rattenberg |
| Aichdorf  | Aichdorf                                    | Aichdorf   |

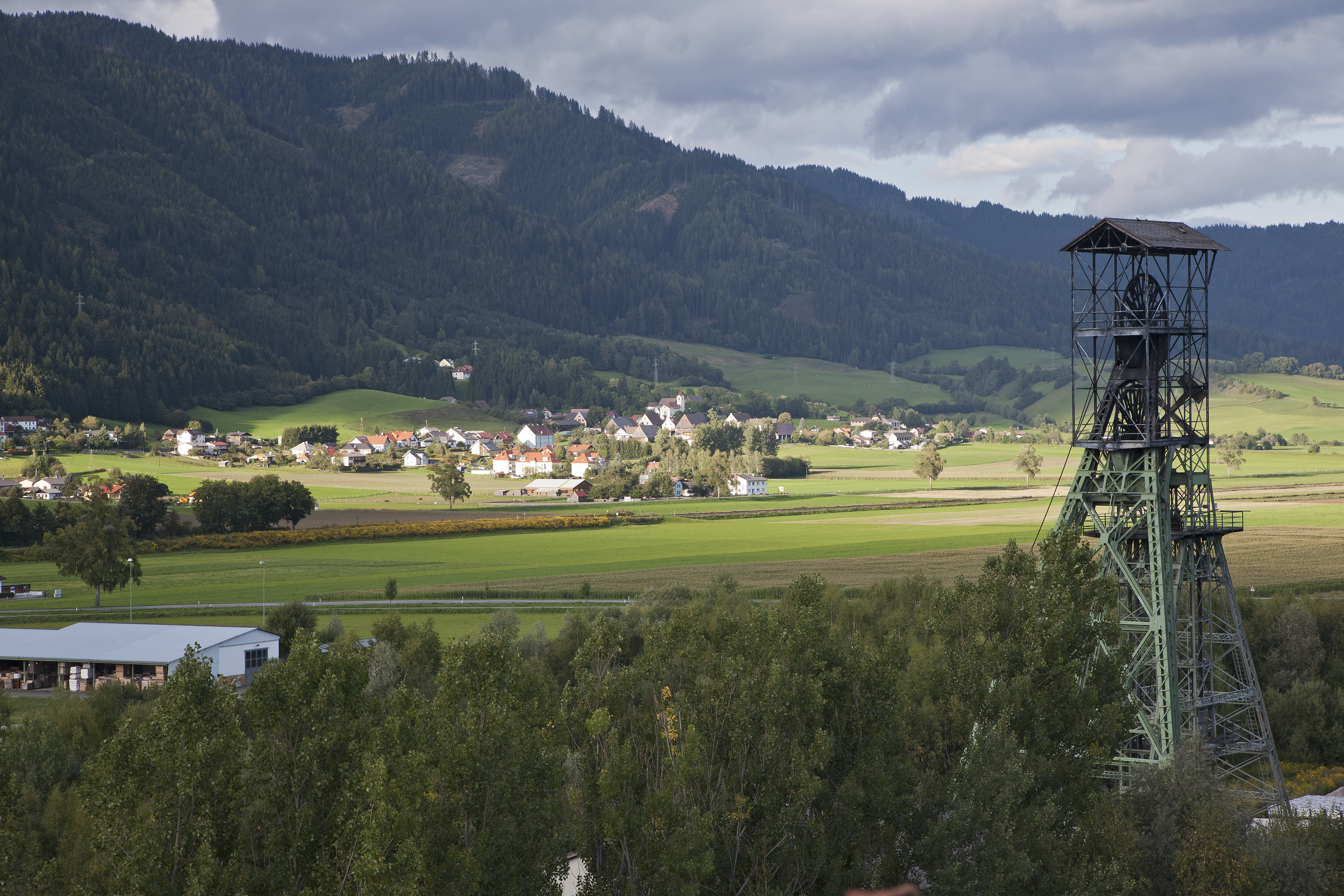
Sillweg von der Schlackenhalde